# Roberto Cabrera
José Roberto Cabrera Caro (* 2. Januar 1914; † 7. Oktober 1995) war ein chilenischer Fußballspieler. Der Abwehrspieler lief in acht Länderspielen für Chile auf.

## Karriere

### Verein
Roberto Cabrera spielte mindestens von 1941 bis 1948 bei Audax Italiano. Mit den Audinos wurde er in den Jahren 1946 und 1948 chilenischer Meister.

### Nationalmannschaft
Roberto Cabrera absolvierte 1941 und 1942 insgesamt acht Länderspiele für die chilenische Nationalmannschaft. Sein Debüt gab er beim Campeonato Sudamericano 1941 unter Máximo Garay beim 5:0-Erfolg über Ecuador. Cabrera spielte in allen Turnierspielen für die La Roja, die nach zwei Siegen und zwei Niederlagen auf dem dritten Platz landete. Beim Campeonato Sudamericano 1942 absolvierte der Defensivakteur vier der sechs Turnierspiele. Chile wurde nach einem Sieg, einem Unentschieden und vier Niederlagen Vorletzter der Südamerikameisterschaft. Das 0:0-Unentschieden gegen Peru war der letzte Einsatz von Cabrera im Nationaltrikot.

## Erfolge
Audax Italiano
- Chilenischer Meister: 1946, 1948